# Bernoulli-Gleichung
Die Bernoulli-Gleichung (auch Gesetz von Bernoulli) ist die Grundgleichung für die eindimensionale Behandlung von Strömungen in Fluiden (Flüssigkeiten und Gase).
Die Gleichung gilt näherungsweise für viele Strömungen in realen Flüssigkeiten und Gasen und ist daher Grundlage vieler aero- und hydrodynamischer Berechnungen in der Technik. Sie wurde im 18. Jahrhundert von Daniel und Johann Bernoulli aufgestellt:157ff und ist Ausdruck der Tatsache, dass in der Mechanik Arbeit geleistet werden muss, um einem Körper, hier einem Fluidelement, Energie zuzuführen. Die Bernoulli-Gleichung wird auch mit dem in isolierten Systemen gültigen Energieerhaltungssatz in Verbindung gebracht; die Beschreibung hier folgt Prandtl, Spurk:229 und Landau/Lifshitz.
Nach Bernoulli lässt sich eine Größe {\displaystyle e} mit der physikalischen Dimension einer spezifischen (d. h. massebezogenen)  Energie angeben, die ein Integral der Bewegung ist, also auf dem Weg des Fluidelements längs seiner Stromlinie konstant bleibt.:117 In ihrer einfachsten Form lautet die Bernoulli-Gleichung in einer stationären Strömung eines viskositätsfreien inkompressiblen Fluids in einem homogenen äußeren Kraftfeld, wie das Schwerefeld eines ist::60:117:115:157
{\displaystyle e={\frac {u^{2}}{2}}+{\frac {p}{\rho }}+g\,z={\mathsf {konstant\;auf\;einer\;Stromlinie}}}
Hierin ist {\displaystyle u} die Geschwindigkeit an einem Ort auf der Stromlinie, {\displaystyle p} der thermodynamische Druck, unter dem das Fluid hier steht (manchmal statischer Druck und bei {\displaystyle z=0} Umgebungsdruck:67 oder Betriebsdruck genannt), {\displaystyle \rho } die Dichte, {\displaystyle g} die Schwerebeschleunigung und {\displaystyle z} die Höhe über einer Bezugsebene bei {\displaystyle z=0}, wo der Betriebsdruck herrscht. Der erste Summand auf der rechten Seite ist die spezifische kinetische Energie des Fluidelements. Der zweite Summand entspricht der spezifischen Enthalpie:4,10 oder Druckfunktion:118 und berücksichtigt die am Fluidelement geleistete spezifische Verdrängungsarbeit (auch: Verschiebearbeit). Der dritte Summand steht für die spezifische Lageenergie des Fluidelements im Potential des äußeren Kraftfelds. Die Bernoulli-Konstante:119 {\displaystyle e} wird an einem Punkt der Stromlinie ermittelt und bleibt auf der ganzen Stromlinie konstant.:117 Daher balancieren sich Veränderungen der drei Summanden längs einer Stromlinie gegenseitig aus.
Durch Multiplikation mit geeigneten Konstanten ergeben sich äquivalente Formen dieser Energiegleichung, ausgedrückt mithilfe von Größen anderer physikalischer Dimension. Multiplikation der Energiegröße {\displaystyle e} mit der (konstanten) Dichte {\displaystyle \rho } ergibt die bernoullische Druckgleichung
{\displaystyle p_{\text{tot}}=\rho e=\rho {\frac {u^{2}}{2}}+p+\rho \,g\,z={\mathsf {konstant\;auf\;einer\;Stromlinie}}}.
Auch diese als Totaldruck bezeichnete Größe {\displaystyle p_{\text{tot}}=\rho e} ist konstant; Veränderungen der drei Summanden balancieren sich auf einer Stromlinie gegenseitig aus. Wird z. B. bei gleichbleibender Höhe die Strömungsgeschwindigkeit an einem Staupunkt vollständig abgebremst, so wächst an diesem Punkt der Druck {\displaystyle p} um die Größe
{\displaystyle p_{\text{dyn}}={\frac {\rho }{2}}u^{2}},
die treffend Staudruck oder dynamischer Druck genannt wird. Hierauf beruht z. B. das hydrodynamische Paradoxon. Messgeräte für den Totaldruck ({\displaystyle z=0} angenommen) und den dynamischen Druck sind Pitotrohr bzw. Prandtlsonde.
Dividiert man die Bernoulli-Konstante {\displaystyle e} durch die (konstante) Schwerebeschleunigung {\displaystyle g}, ergibt sich die bernoullische Höhengleichung. Sie gibt die bei der idealen Strömung in jedem Stromfaden erhaltene Größe so an, wie ursprünglich von D. Bernoulli veröffentlicht::115
{\displaystyle h={\frac {e}{g}}={\frac {u^{2}}{2g}}+{\frac {p}{\rho g}}+z={\mathsf {konstant\;auf\;einer\;Stromlinie}}}
Die drei Summanden in der Höhengleichung heißen Geschwindigkeitshöhe {\displaystyle {\tfrac {u^{2}}{2g}}}, Druckhöhe {\displaystyle {\tfrac {p}{\rho g}}} und Ortshöhe {\displaystyle z}. Ihre Summe ist die längs einer Stromlinie konstante Energiehöhe {\displaystyle {\tfrac {e}{g}}}.
Instationarität der Strömung, Kompressibilität und Viskosität des Fluids können durch Erweiterungen der Bernoulli-Gleichung berücksichtigt werden. So findet sie breite Anwendung in der Auslegung technischer Rohrströmungen, im Turbomaschinen- und Windenergieanlagenbau.

## Geschichte

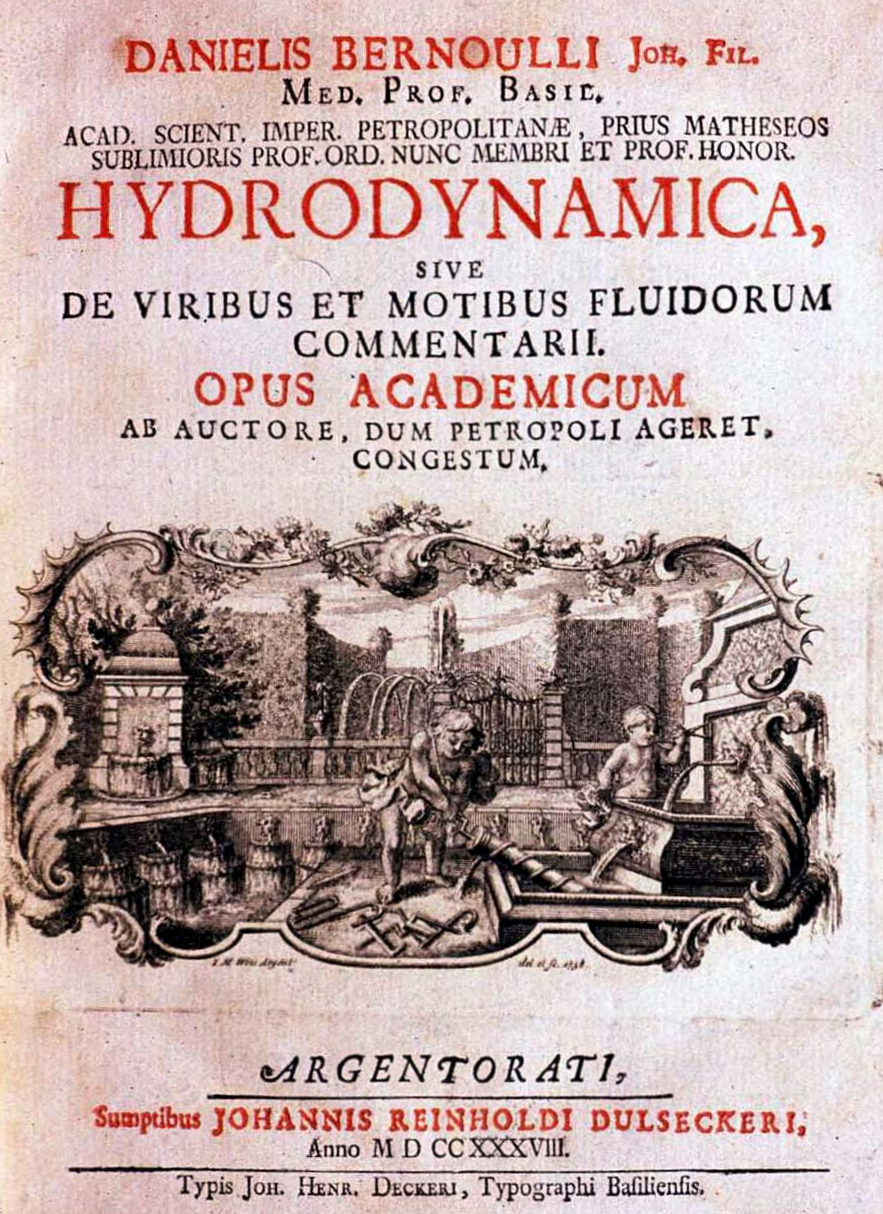
Titelblatt von Bernoullis „Hydrodynamica“

Die allgemeine Bernoulli-Gleichung wird heute aus physikalischen Gesetzen gefolgert, die erst im 19. Jahrhundert gefunden wurden (siehe Herleitung) und auf die Daniel Bernoulli bei seiner Herleitung 1738 nicht zurückgreifen konnte. Stattdessen benutzte er die Vorarbeiten von Evangelista Torricelli, Christiaan Huygens und Gottfried Wilhelm Leibniz.
Torricelli übertrug 1640 die Galileischen Fallgesetze auf ausströmende Flüssigkeiten, was zum Torricelli’schen Ausflussgesetz führte. Huygens erkannte 1669, dass die von René Descartes aufgestellten Gleichungen zum elastischen Stoß richtig sind, wenn man die Geschwindigkeiten unter Berücksichtigung ihres Vorzeichens zählt. Leibniz folgerte 1678 aus Huygens’ Gesetz des elastischen Stoßes, dass die Vis viva, das Doppelte der kinetischen Energie, vor und nach dem Stoß identisch sind.

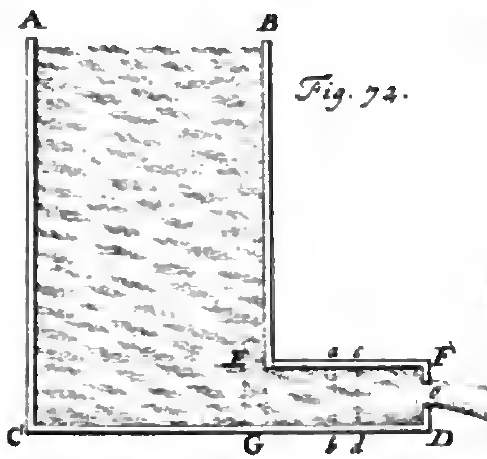
Bernoullis Fig. 72 zu seiner Herleitung

Daniel Bernoulli veröffentlichte 1738 seine Hydrodynamica, siehe Bilder, wo er in Sectio 12 die Ergebnisse von Torricelli und Huygens an einem kleinen Fluidelement (abcd in seiner Fig. 72) kombinierte. So gelang es ihm, den Druck von fließenden Fluiden auf Wände zu bestimmen und die Rolle des Verlusts an kinetischer Energie, die er vis viva nannte, bei plötzlichen Änderungen des Strömungsquerschnitts aufzudecken. Die instationäre Form der Bernoulli-Gleichung erschien 1742 in einem Werk des Vaters Johann I Bernoulli, der es dort auf 1732 vordatierte.:158,166
1797 veröffentlichte der italienische Physiker Giovanni Battista Venturi seine Entdeckung, dass sich die Fließgeschwindigkeit einer Flüssigkeit, die durch ein Rohr strömt, umgekehrt proportional zu einem sich verändernden Rohrquerschnitt verhält. Venturi konnte auch experimentell nachweisen, dass der statische Druck an den Engstellen niedriger ist als an den weiteren Partien, siehe die Illustration zum Bernoulli-Effekt unten.
Bernoulli und Venturi betrachteten dabei den quasi eindimensionalen Fluss mit ebenen Querschnitten, was heute Gegenstand der Hydraulik und nicht der Hydrodynamik ist.

## Anwendungsbereiche und Limitierungen
Die Bernoullische Gleichung drückt eine Relation zwischen Geschwindigkeits- und Druckfeld aus, die oftmals zu paradox erscheinenden Effekten führt, ohne aber das Entstehen des Strömungsmusters verständlich zu machen. Sie gilt zunächst für Punkte auf derselben Stromlinie, was für Anwendungen die Kenntnis des Geschwindigkeitsfeldes voraussetzt. In drei technisch bedeutsamen Fällen wiegt die Einschränkung nicht schwer:
- Zum einen entlang von Strömröhren mit Eingang und Ausgang, die durch einen „mittleren“ Stromfaden verbunden sind, der somit feststeht. Dies ist das Fachgebiet der Hydraulik. Auch im Beispiel unten muss jedes Fluidelement von der Oberfläche zur Austrittsöffnung laufen, eine Kenntnis, die für die Lösung des Problems bereits ausreicht.
- Zum anderen in rotationsfreien, laminaren Strömungen fernab von den Rändern der Strömung. Solche Strömungen können in guter Näherung als Potentialströmung angesehen werden, in der die Bernoulli-Gleichung global zwischen zwei beliebigen Punkten des Gebiets gilt,[3]:119 siehe die Anwendung beim Flügelprofil.
- Ferner gilt: Kommen alle Stromlinien aus einem Raum, in dem statische Verhältnisse herrschen (d. h. Ruhe oder gleichförmige geradlinige Bewegung), ist die Konstante für alle Stromlinien gleich,[1]:60 wie im Beispiel, wo alle Stromlinien von der Oberfläche AB ausgehen.

Die Bernoulli-Gleichung kann in modifizierter Form auch auf kompressible barotrope Fluide angewendet werden. Das ist wiederum in zwei bedeutsamen Fällen statthaft::118
1. wenn die Dichte-Druck-Relation von der Form ρ(p,T) ist und die Temperatur T überall gleich ist, also nur isotherme Zustandsänderungen vorkommen, oder
2. wenn die Dichte-Druck-Relation von der Form ρ(p,s) ist und die Entropie s überall gleich ist, also nur isentrope Zustandsänderungen stattfinden.

Die Bernoulli-Gleichung gilt zum Beispiel nicht, wenn Fluidelemente entlang einer Stromlinie einen Carnot-Prozess durchlaufen, bei dem sie Arbeit leisten und Wärme austauschen und daher ihre Temperatur und Entropie ändern.

## Eigenschaften der Strömungen nach Bernoulli

### Venturi-Effekt

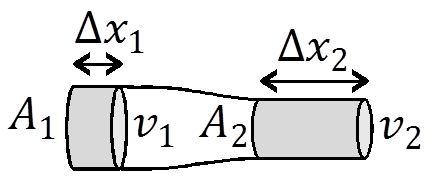
Die Fluidballen (grau) haben gleiches Volumen.

Giovanni Battista Venturi entdeckte das Kontinuitätsgesetz für inkompressible Fluide: Bei gegebenem Volumenstrom {\displaystyle A\cdot v} verhält sich die Fließgeschwindigkeit {\displaystyle v} einer inkompressiblen Rohrströmung umgekehrt proportional zum Rohrquerschnitt {\displaystyle A} ({\displaystyle v\sim A^{-1}}), so dass der Volumenstrom über jedem Querschnitt konstant ist, siehe Bild. Dort ist {\displaystyle \Delta x_{1,2}=v_{1,2}\Delta t} und mit dem in der Zeit {\displaystyle \Delta t} transportierten Volumen {\displaystyle V=A_{1}\Delta x_{1}=A_{2}\Delta x_{2}}folgt:
{\displaystyle {\frac {A_{1}}{A_{2}}}={\frac {\Delta x_{2}}{\Delta x_{1}}}={\frac {v_{2}\Delta t}{v_{1}\Delta t}}={\frac {v_{2}}{v_{1}}}}
Das heißt, die Geschwindigkeit des Fluids ist dort am größten, wo der Querschnitt des Rohrs am kleinsten ist. Dieser Effekt wird umgangssprachlich Düsenwirkung genannt. Die obige Gleichung gilt allerdings nur, solange Dichteänderungen unbedeutend sind. Das ist auch für Gase bei Strömungsgeschwindigkeiten weit unterhalb der Schallgeschwindigkeit in guter Näherung gegeben, siehe Bild bei der Herleitung unten. Bei einer Überschallströmung in einer Düse kehrt sich der Effekt um: Ein abnehmender Querschnitt führt zu Geschwindigkeitsabnahme und umgekehrt, was in den beiden letztgenannten Artikeln erläutert und in der Lavaldüse ausgenutzt wird.
Der Venturi-Effekt macht sich im Alltag beispielsweise bemerkbar, wenn Wind zwischen Häusern an Stärke zunimmt.

### Bernoulli-Effekt und hydrodynamisches Paradoxon

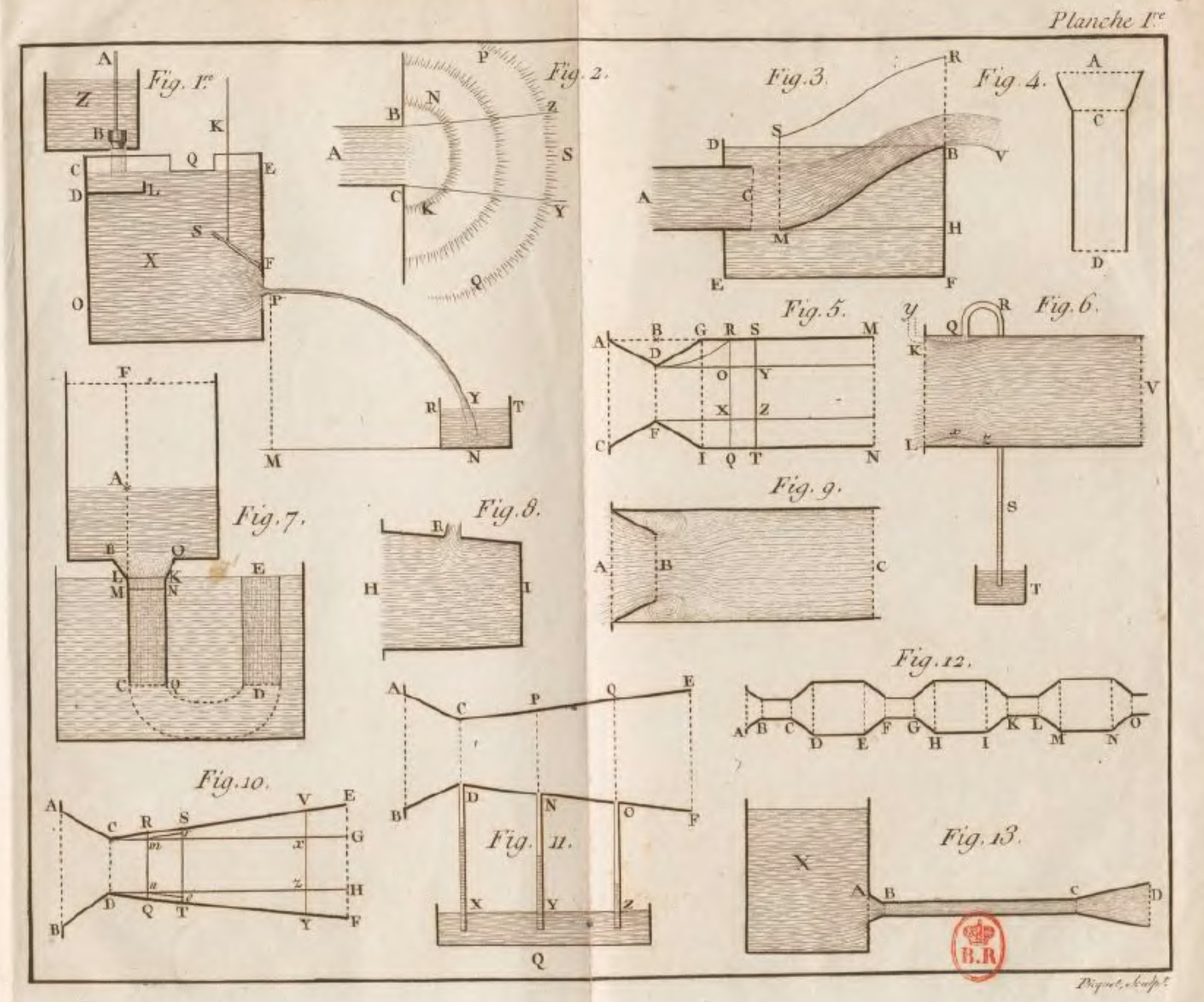
Die Fig. 11 von Venturi zeigt die Druckabnahme an der Engstelle

Aus der Bernoulli-Gleichung folgt, dass längs einer Stromlinie bei steigender Fließgeschwindigkeit der statische Druck abnimmt (Bernoulli-Effekt). Das konnte von Venturi mittels des Venturi-Rohrs experimentell nachgewiesen werden (siehe Fig. 11 unten mittig). Die Kraft zur Beschleunigung der Fluidteilchen in die Engstelle hinein ist die Druckgradientkraft. Deren Arbeit {\displaystyle \rho \cdot V} (spezifisch {\displaystyle \mathrm {\tfrac {p}{\rho }} }) führt zur Zunahme der kinetischen Energie der Fluidteilchen.

Versuchsskizze zum Bernoulli-Effekt: Zwischen zwei Papierbögen (grau) eingeblasene Luft (hellblau) lässt die Bögen zusammenrücken (schwarz).

Der Bernoulli-Effekt kann in einem einfachen Versuch gezeigt werden, siehe Versuchsskizze: Man hängt zwei Blätter Papier (grau) über Stäbe (braun) und bläst von oben in den Zwischenraum (hellblau). Aufgrund des verringerten Drucks im Luftstrom werden die Blätter zusammengedrückt (schwarz). Diese Tatsache ist das hydrodynamische Paradoxon: Anstatt dass der eingeblasene Luftstrom die Blätter auseinanderdrückt, rücken sie zusammen. Gegenstände, die an Strömungszonen von Gasen oder Flüssigkeiten angrenzen, werden in sie hineingezogen. Auch wird ein durchströmter Wasserschlauch, der unter Wasser senkrecht an eine Wand gehalten wird, nicht von der Wand abgestoßen, sondern zur Wand hingezogen.
Die Stimmlippen des Menschen werden durch den Bernoulli-Effekt zu Schwingungen angeregt, die in der Luft hörbaren Schall erzeugen. Der Bernoulli-Effekt wird in Strahlpumpen, in Schornsteinen und beim Fliegen technisch ausgenutzt, siehe auch die Anwendung unten.
Der Bernoulli-Effekt kann auch unerwünschte Auswirkungen hervorrufen: Sind zwei Schiffe auf Parallelkurs, dann kann der Effekt die Schiffe derart ablenken, dass sie kollidieren. Ebenso kann ein Schiff bei schneller Fahrt und wenig Wasser unter dem Kiel auf Grund gehen, weil der Bernoulli-Effekt es in Richtung Grund saugt. Dasselbe Wirkprinzip kann bei Starkwind zu Atemnot führen, wenn der Wind infolge des Bernoulli-Effekts die in den Atemwegen ruhende Luft heraussaugt. Auch starker Wind über einem Haus verringert den Druck über dem Dach gegenüber dem Raum darunter und kann so Hausdächer abdecken.

### Weitere Folgerungen aus der Bernoulli-Gleichung
Die Bernoulli-Gleichung erklärt in einer stationären, verlustfreien und inkompressiblen Strömung entlang einer Stromlinie die folgenden Tatsachen:
- Pascalsches Gesetz: Bei konstanter Strömungsgeschwindigkeit – zum Beispiel in Ruhe – sinkt der Druck mit der Höhe (oder steigt mit der Tiefe): {\displaystyle \Delta p=-\rho \,g\,\Delta z}.
- Torricellisches Ausflussgesetz: Bei konstantem Außendruck steigt das Geschwindigkeitsquadrat mit abnehmender Höhe (oder zunehmender Tiefe): {\displaystyle \Delta (u^{2})=-2g\,\Delta z}.

Das Delta Δ steht für die Differenz an den Orten 1 und 2 auf der Stromlinie. Außerdem gilt beim Vergleich der physikalischen Zustände an zwei Stellen auf der Stromlinie:
- Bei gleicher Geschwindigkeit und gleichem Druck muss die Höhe an beiden Stellen gleich sein.
- Bei gleicher Geschwindigkeit und gleicher Höhe ist der Druck an den Stellen gleich.
- Bei gleichem Druck und gleicher Höhe ist die Geschwindigkeit an beiden Stellen gleich.

### Anwendung

Strömungsverlauf von Rauchfäden (grau) von links nach rechts um eine Tragfläche (schwarz). Wo die Stromlinien (Rauchfäden) eng beieinanderliegen, ist die Geschwindigkeit hoch, andernorts geringer. (Grafik nach einem Video-Standbild)

Das Bernoulli-Prinzip kann im Alltag an vielen Dingen angewendet werden. Hier einige Beispiele:
- Ein Perlator am Auslauf einer Wasserarmatur saugt Luft („perlen“) an.
- Ganz ähnlich funktioniert ein Zumischer der Feuerwehr zur Erzeugung von Löschschaum.
- Parfum-Zerstäuber mit Blaseball aus Gummi.
- Airbrush-Pinsel, Druckluft-Sprühpistolen für Farbe, Öl und anderes.
  - Airless-Farbsprühpistole und Weingarten-Rückentrage-Spritze saugen während der Zerstäubung Luft an, um die Flüssigkeitspartikel nebelartig zu verteilen.
- Wasserstrahlpumpe.
- Lippenbremse, eine Atemtechnik bei Asthma bronchiale und COPD.
- Ansaugtrichter eines Vergasers.
- Be- und Entlüften von Schiffen durch Windhutzen und Dorade-Lüfter.
- Druckdifferenzen an einer Tragfläche werden bis zu Geschwindigkeiten von ca. 300 km/h ausreichend gut beschrieben, siehe Bild bei der Herleitung. Das ist ein Indiz dafür, dass die Strömung sich wie eine Potentialströmung verhält, in der die Bernoulli-Gleichung global gilt, also zwischen zwei beliebigen Punkten des Strömungsgebiets. Wenn – wie der Grafik zu entnehmen ist – die Rauchfäden entlang der Oberseite der Tragfläche enger beieinander liegen und damit die Luft schneller strömt als in anderen Bereichen, dann impliziert die Bernoulli-Gleichung, dass der statische Druck dort geringer ist als in den anderen Bereichen. Auf der Unterseite, wo die Rauchfäden weiter auseinander liegen und damit die Luft langsamer strömt, ergibt sich entsprechend ein höherer statischer Druck. Die Bernoulli-Gleichung erklärt anhand des Stromlinienbildes die Druckdifferenzen an einer Tragfläche; sie erklärt jedoch nicht, warum die Strömung auf der Oberseite schneller ist als auf der Unterseite. (Die Druckdifferenzen sind eine Folge der Umlenkung der Strömung;[23] siehe auch dynamischer Auftrieb.)
- Prandtl'sches Staurohr, das u. a. zur Geschwindigkeitsmessung eines Flugzeugs verwendet wird. Wegen der vorausgesetzten Inkompressibilität liefert es mit der gleichen Einschränkung zuverlässige Ergebnisse nur im Unterschallflug (z. B. Sportflugzeug).
- Venturi-Strömungsmesser und Venturi-Düse.
- Ökologische Energieversorgung durch vertikale Windräder im Pearl River Tower (einem Hochhaus in Guangzhou).
- Flettner-Rotoren zum Antrieb von Schiffen.

## Die drei Bernoulli-Gleichungen für reibungsfreie, inkompressible Fluide im Einzelnen
Im Folgenden wird die Bernoulli-Gleichung in ihren drei Formen detailliert dargestellt, wobei die Reihenfolge der Gleichungen wie auch der jeweils drei zueinander analogen Summanden dieselbe ist wie oben in der Einleitung. Man kann sich die Bedeutung der Terme veranschaulichen, indem man sich zwei durch eine Stromlinie verbundene Punkte im Strömungsfeld vorstellt, für beide die Bernoulli-Gleichung aufschreibt
{\displaystyle e={\frac {u_{1}^{2}}{2}}+{\frac {p_{1}}{\rho }}+g\,z_{1}={\frac {u_{2}^{2}}{2}}+{\frac {p_{2}}{\rho }}+g\,z_{2}}
und dann einen oder mehrere Terme als null oder vernachlässigbar annimmt, wie beispielsweise schon im Abschnitt Weitere Folgerungen aus der Bernoulli-Gleichung geschehen.

### Energiegleichung

Auswirkung der Summanden der Bernoulli-Gleichung im Rohrleitungssystem eines Staudamms

Die vom Kolben verrichtete Arbeit speist sich aus der Druckenergie, die im Bild durch den Schweredruck der Wassersäule entsteht.

Die Bernoulli-Gleichung für die Energie lässt sich aus der mechanischen Energiebilanz eines Fluidelements entlang seiner Bewegung erläutern: Die am Fluidelement geleistete Arbeit wird vollständig der Summe aus kinetischer und potentieller Energie zugeführt. Die Bilanz besteht daher aus drei Summanden, die als spezifische Größen, das heißt bezogen auf die Masse des Fluidelements ({\displaystyle e={\tfrac {E}{m}}}, SI-Einheit J/kg) eingeführt werden.
- Der erste Summand ist die Geschwindigkeitsenergie {\displaystyle e_{k}} des Fluids, das ist die kinetische Energie entsprechend der am betrachteten Ort herrschenden Strömungsgeschwindigkeit {\displaystyle u}. Verengt sich der Stromfaden, steigt die Strömungsgeschwindigkeit (siehe Kontinuitätsgesetz) und damit die Geschwindigkeitsenergie, und umgekehrt.
- Der zweite Summand mit dem Namen Druckenergie {\displaystyle w_{p}} entspricht der vom Fluidelement (pro Masseneinheit) geleisteten Verdrängungsarbeit.[10] Steigt der Druck {\displaystyle p} längs des Stromfadens, entspricht die Änderung von {\displaystyle w_{p}} der Arbeit, die am Fluidelement geleistet werden muss, um es aus dem Gebiet mit niedrigerem Druck in das Gebiet mit höherem Druck hineinzuschieben, und umgekehrt. Da von vornherein ein inkompressibles Fluid vorausgesetzt wurde, ändert sich das Volumen des Fluidelements aber nicht.
- Der dritte Summand mit dem Namen Lageenergie {\displaystyle e_{p}} gibt die mit dem Fluidelement (pro Masseneinheit) transportierte potentielle Energie an, die ihre Ursache in einem äußeren Kraftfeld hat. Im homogenen Schwerefeld der Erde gilt {\displaystyle e_{p}=g\,z}, wobei der Nullpunkt {\displaystyle z=0} eine für den ganzen Stromfaden gleiche, aber sonst beliebig gewählte Bezugshöhe ist. Wieder gilt: ändert sich die Höhe des Fluidelements entlang des Stromfadens, dann ändert sich die Lageenergie genau wie die potentielle Energie des Fluidelements.

{\displaystyle {\begin{aligned}\underbrace {e} _{\begin{array}{c}{\mathsf {spezifische}}\\[-1ex]{\mathsf {Gesamtenergie}}\end{array}}=&\underbrace {\frac {u^{2}}{2}} _{\begin{array}{c}{\mathsf {spezifische}}\\[-1ex]{\mathsf {Geschwindigkeits-}}\\[-1ex]{\mathsf {energie}}e_{k}\end{array}}+\underbrace {\frac {p}{\rho }} _{\begin{array}{c}{\mathsf {spezifische}}\\[-1ex]{\mathsf {Verdraengungsarbeit}}\\[-1ex]w_{\text{p}}\end{array}}+\underbrace {g\,z} _{\begin{array}{c}{\mathsf {spezifische}}\\[-1ex]{\mathsf {Lageenergie}}\\[-1ex]e_{\text{p}}\end{array}}\\=&{\mathsf {konstant\;auf\;einer\;Stromlinie}}\end{aligned}}}
Gemäß dem Arbeitssatz bleibt die Bernoullische Konstante – hier Gesamtenergie genannt – für jedes Fluidelement während seiner Strömung konstant, die Änderungen der drei Summanden balancieren sich also längs einer Stromlinie aus. Zwei Beispiele: Die Druckenergie, also der Druck, sinkt, wenn bei konstanter Strömungsgeschwindigkeit die Lageenergie, also die Höhe, ansteigt. Hingegen steigt der Druck, wenn bei konstanter Höhe die Strömungsgeschwindigkeit sinkt.

### Druckgleichung
Multipliziert man die bernoullische Energiegleichung mit der Dichte {\displaystyle \rho }, erhält man die bernoullische Druckgleichung:
{\displaystyle p_{t}={\frac {\rho }{2}}u^{2}+p+\rho \,g\,z={\mathsf {konstant\;auf\;einer\;Stromlinie}}}
Die drei Summanden, die längs einer Stromlinie vom Ort abhängen können, und ihre konstante Summe haben die Dimension eines Drucks mit der SI-Einheit Pa, praktisch häufig in den Einheiten Bar oder Meter Wassersäule ausgedrückt. Jedoch ist nur der mittlere Summand {\displaystyle p} ein am betrachteten Ort wirksamer Druck. Die Summe wird als Totaldruck {\displaystyle p_{t}} bezeichnet.
- Der erste Summand heißt dynamischer Druck {\displaystyle p_{\text{dyn}}={\tfrac {\rho }{2}}u^{2}}, er ist die räumliche Dichte der kinetischen Energie eine Fluidelements. Der dynamische Druck, der an einer Stelle mit der Strömungsgeschwindigkeit {\displaystyle u} vorhanden ist, setzt sich an einer anderen Stelle, wo die Strömung bis zum Stillstand gestaut ist, in eine Erhöhung des dort herrschenden Drucks um.
- Der zweite Summand {\displaystyle p} ist der Druck, der am betrachteten Ort in dem Stromfaden herrscht, den ein Fluidelement also spürt oder dem es ausgesetzt ist. Er ist der statische oder thermodynamische Druck[7] und setzt sich aus dem hydrostatischen Druck und dem, auf der Bezugsebene bei {\displaystyle z=0} herrschenden Druck zusammen, der auch Betriebsdruck[8] genannt wird. Ein mitschwimmender Beobachter oder ein Messgerät, an dem der Stromfaden ungehindert vorbeiströmt, würde diesen Druck {\displaystyle p} messen, siehe z. B. die Venturi-Düse im Abschnitt zum Bernoulli-Effekt.
- Der dritte Summand {\displaystyle \rho \,g\,z}, das Produkt aus Dichte {\displaystyle \rho }, Erdbeschleunigung {\displaystyle g} und Höhe {\displaystyle z}, sieht der Formel für den hydrostatischen Druck ähnlich, ist aber nicht dasselbe.[Anm. 1] In der Bernoulligleichung bewirkt dieser Summand, dass der Druck {\displaystyle p} in einem geneigten oder sogar senkrechten Stromfaden zu tieferen Stellen hin um genau soviel zunimmt wie vom hydrostatischen Druck bekannt.

### Höhengleichung
Division der bernoullischen Energiegleichung durch die Schwerebeschleunigung gibt allen Termen die Dimension einer Länge (SI-Einheit m).
{\displaystyle h={\frac {e}{g}}={\frac {u^{2}}{2g}}+{\frac {p}{\rho g}}+z={\mathsf {konstant\;auf\;einer\;Stromlinie}}}
Die Summe auf der linken Seite (Energiehöhe) ist für eine Stromlinie konstant.
- Der erste Summand heißt Geschwindigkeitshöhe und ist, zur Veranschaulichung, gleich der Fallhöhe, nach der beim freien Fall eine Geschwindigkeit gleich der Strömungsgeschwindigkeit {\displaystyle u} erreicht würde.
- Der zweite Summand {\displaystyle {\frac {p}{\rho g}}} heißt Druckhöhe und ist, wieder zur Veranschaulichung, die Höhe, bis zu der das Fluid über dem betrachteten Punkt stehen müsste, um dort den Druck {\displaystyle p} als Schweredruck zu erzeugen.
- Der dritte Summand {\displaystyle z} ist die geodätische Höhe des betrachteten Punkts in Bezug zu einem (für den ganzen Stromfaden einheitlich) gewählten Nullpunkt.

Wie schon bei der Druckgleichung, ergibt sich die nähere physikalische Bedeutung der Summanden und der Summe weniger aus den Benennungen als aus den verschiedenen Formen der Energie des Fluidelements und der Bernoulli-Konstanten für eine reibungsfreie Strömung, wie sie in der Energiegleichung aufgeführt sind.

## Erweiterungen der klassischen Formulierung
Die Herleitung der Bernoulli-Gleichung aus den Navier-Stokes-Gleichungen führt auf die allgemeine Bernoulli-Gleichung in der Form
{\displaystyle {\frac {u_{1}^{2}}{2}}+P_{1}+V_{1}={\frac {u_{2}^{2}}{2}}+P_{2}+V_{2}+\eta +\int _{1}^{2}{\frac {\partial {\vec {u}}}{\partial t}}\cdot \mathrm {d} {\vec {x}}}
Darin sind:
- u die Geschwindigkeit
- {\displaystyle \textstyle P:=\int {\tfrac {\mathrm {d} p}{\rho (p)}}} die Druckfunktion,[3]:118 die der spezifischen Enthalpie bei isentroper Strömung oder p / ρ bei Inkompressibilität entspricht,
- V die spezifische Lageenergie, die im Schwerefeld der Erde die Form V = g z annimmt,
- η ein Verlustterm, der bei inkompressibler Strömung zum Druckverlust pV = ρ η und im Schwerefeld der Erde zur Verlusthöhe HV = η / g führt, und
- {\displaystyle \textstyle \int _{1}^{2}{\frac {\partial {\vec {u}}}{\partial t}}\cdot \mathrm {d} {\vec {x}}} ein Beitrag, der nur bei instationärer Strömung auftritt.

Die einzelnen Terme dieser allgemeinen Bernoulli-Gleichung sind Gegenstand der folgenden Abschnitte.

### Erweiterte bernoullische Druckgleichung viskositätsfreier, idealer Gase
Die eingangs angegebene Bernoulli-Gleichung gilt nur für Fluide mit vernachlässigbarer Dichteänderung hinreichend genau. Bei Gasen und größeren Geschwindigkeitsänderungen müssen die mit der Druckänderung einhergehenden Dichteänderungen im Arbeitssatz berücksichtigt werden:
{\displaystyle e={\frac {1}{2}}u^{2}+\int {\frac {\mathrm {d} p}{\rho (p)}}+V={\mathsf {konstant\;auf\;einer\;Stromlinie}}}
Für die Abhängigkeit der Dichte vom Druck stehen folgende Formulierungen zur Verfügung:
- Bei isothermer oder isenthalper Zustandsänderung ist {\displaystyle \rho (p)={\tfrac {p}{R_{s}T}}} mit der spezifischen Gaskonstante Rs und der absoluten Temperatur T. Damit wird relativ zu einem Bezugspunkt 0:

{\displaystyle {\begin{aligned}\int {\frac {\mathrm {d} p}{\rho (p)}}=&R_{s}T\ln \left({\frac {p}{p_{0}}}\right)\\\rightarrow \;e=&{\frac {u^{2}}{2}}+R_{s}T\ln \left({\frac {p}{p_{0}}}\right)+V\\=&{\mathsf {konstant\;auf\;einer\;Stromlinie}}\end{aligned}}}
Darin bildet ln den natürlichen Logarithmus.
- Bei einer isentropen oder adiabatischen Zustandsänderung gilt {\displaystyle \rho (p)=\rho _{0}\left({\tfrac {p}{p_{0}}}\right)^{\frac {1}{\kappa }}} mit dem Isentropenexponent κ relativ zu einem Bezugspunkt 0 und somit

{\displaystyle {\begin{aligned}\int {\frac {\mathrm {d} p}{\rho (p)}}=&{\frac {\kappa }{\kappa -1}}{\frac {p_{0}}{\rho _{0}}}\left[\left({\frac {p}{p_{0}}}\right)^{\frac {\kappa -1}{\kappa }}-1\right]\\\rightarrow \;e=&{\frac {u^{2}}{2}}+{\frac {\kappa }{\kappa -1}}{\frac {p_{0}}{\rho _{0}}}\left[\left({\frac {p}{p_{0}}}\right)^{\frac {\kappa -1}{\kappa }}-1\right]+V\\=&{\mathsf {konstant\;auf\;einer\;Stromlinie}}\end{aligned}}}
Das Differential der spezifischen Enthalpie h ist dh = T ds + v dp. Darin ist T die absolute Temperatur, s die spezifische Entropie und v = 1/ρ das spezifische Volumen. Bei isentroper Strömung (ds = 0) ist also dh = dp/ρ und der Integrand in der Bernoulli-Gleichung oben entspricht der spezifischen Enthalpie. Damit lautet die Bernoulli-Gleichung für reale Gase bei isentroper Strömung::9f.
{\displaystyle e={\frac {u^{2}}{2}}+h+V={\mathsf {konstant\;auf\;einer\;Stromlinie}}}
Darin ist {\displaystyle h} die spezifische Enthalpie.

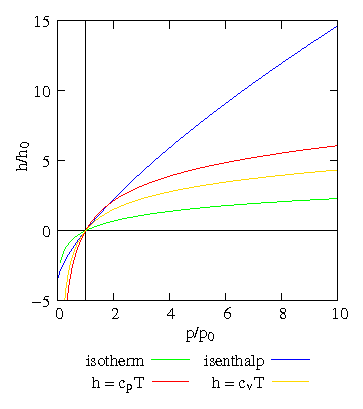
Enthalpie als Funktion des Drucks

Bei druckgetriebenen Ausgleichsströmungen durch konvergierende Düsen gelten die folgenden Zusammenhänge.:S. 293,  Die spezifische Enthalpie für ein ideales Gas ist h = cp T und mit den in idealen Gasen anzutreffenden Zusammenhängen {\displaystyle T={\tfrac {p}{R_{s}\rho }},\,R_{s}=c_{p}-c_{v},\,\kappa ={\tfrac {c_{p}}{c_{v}}}} folgt:
{\displaystyle {\begin{aligned}h=&c_{p}T=c_{p}{\frac {p}{R_{s}\rho }}={\frac {c_{p}}{c_{p}-c_{v}}}{\frac {p}{\rho }}={\frac {\kappa }{\kappa -1}}{\frac {p}{\rho }}\\\rightarrow e=&{\frac {u^{2}}{2}}+{\frac {\kappa }{\kappa -1}}{\frac {p}{\rho }}+V={\mathsf {konstant\;auf\;einer\;Stromlinie}}\end{aligned}}}
Darin sind cp,v die spezifischen Wärmekapazitäten des Gases bei konstantem Druck bzw. konstantem Volumen.
Das Bild zeigt die Enthalpiebeiträge h / h0 mit h0 = Rs T von Luft gemäß den angegebenen Formeln und isentroper Zustandsänderung (außer bei der isothermen Zustandsänderung) relativ zum Bezugspunkt 0 unter Normalbedingungen
{\displaystyle {\begin{array}{lcllcllcl}T&=&273{,}15\,{\rm {K}},&p_{0}&=&101{.}325\,{\rm {Pa}}\\\rho _{0}&=&1{,}293\,{\tfrac {\rm {kg}}{\rm {m^{3}}}},&c_{p}&=&1005\,{\tfrac {\rm {J}}{\rm {kgK}}},&c_{v}&=&718\,{\tfrac {\rm {J}}{\rm {kgK}}}\end{array}}}
Bei der orangen Kurve h = cv T ist {\displaystyle h={\tfrac {1}{\kappa -1}}{\tfrac {p}{\rho }}} und wie bei der roten Kurve h = cp T wurde {\displaystyle \rho =\rho _{0}\left({\tfrac {p}{p_{0}}}\right)^{\frac {1}{\kappa }}} benutzt.

### Erweiterte bernoullische Energiegleichung zäher Flüssigkeiten

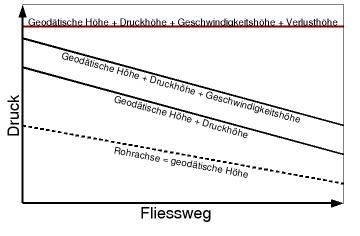
Schema des Druckverlaufs in einer verlustbehafteten Rohrleitung

Die erweiterte bernoullische Energiegleichung setzt sich mit zähen Flüssigkeiten auseinander. Dabei werden die Reibungsverluste berücksichtigt. Die so genannte Verlusthöhe HV wird empirisch meist durch einen Druckverlustbeiwert {\displaystyle \zeta } (Zeta) mit folgender Funktion berechnet:
{\displaystyle H_{V}=\zeta \,{\frac {u^{2}}{2g}}}
mit
ζ: Druckverlustbeiwert
u: Geschwindigkeit
g: Schwerebeschleunigung (also Lageenergie V = g z)
Diese Annahme fußt auf der empirischen Beobachtung, dass die Druckverluste in Rohrleitungen bei turbulenter Strömung mit dem Quadrat der Fließgeschwindigkeit steigen. Die Verlustbeiwerte oder die Summe der Verlustbeiwerte in einem Gesamtsystem setzen sich zusammen aus:
- Einzelverlusten wie Ein- und Auslaufverlust, Einbautenverlust (Krümmer, Einengungen, Schieber) und
- Verlusten aus der Rohrreibung

Die um den Druckverlust ρ g HV erweiterte Druckgleichung lautet daher:
{\displaystyle (\rho g)H_{0}={\frac {\rho u^{2}}{2}}+p+\rho gz+\zeta {\frac {\rho u^{2}}{2}}={\mathsf {konstant\;auf\;einer\;Stromlinie}}}
Mit dieser Gleichung können bei Kenntnis der Verlustbeiwerte die üblichen Fragen der Bemessung von Rohrleitungssystemen mit turbulenter Strömung gelöst werden.
Für die Berechnung der Energieverluste wäre zwischen Einzelverlusten und Verlusten in geraden Rohren zu unterscheiden.

#### Einzelverluste
Diese werden nach der Formel
{\displaystyle H_{V}=\zeta {\frac {u^{2}}{2g}}}
berechnet. Die Druckverlustbeiwerte ζ betragen beispielhaft
- bei Einläufen in Rohrleitungen:

ζ = 0,50 (senkrechter Einlauf, scharfkantig),
ζ = 0,06 bis 0,005 (senkrechter, abgerundeter Einlauf),
- bei plötzlicher Querschnitterweiterung F1 → 2

{\displaystyle \zeta =\left(1-{\frac {F_{1}}{F_{2}}}\right)^{2}}
oder
- bei allmählicher Verengung (Winkel der Verengung < 20°)

ζ = 0,04.
Der Parameter ζ wird nach empirischen Formeln bestimmt, die von der Rauheit der Rohrleitung und dem Fließverhalten des Mediums abhängen, siehe Rohrreibungszahl.

#### Verluste in geraden Rohrleitungen
Diese werden nach der sogenannten Darcy-Weisbach-Gleichung zu
{\displaystyle I=\lambda {\frac {u^{2}}{2gd}}}
{\displaystyle I}: Energieliniengefälle, das heißt Verlusthöhe je Längeneinheit der Rohrleitung.
{\displaystyle \lambda }: Rohrreibungszahl (Verlustbeiwert)
{\displaystyle d}: Rohrdurchmesser
berechnet.

### Erweiterte bernoullische Energiegleichung für instationäre Strömungen
Der Beitrag von Geschwindigkeitsänderungen mit der Zeit wird in der Bernoulli-Gleichung üblicherweise unterschlagen, kann aber berücksichtigt werden:
{\displaystyle {\frac {u_{1}^{2}}{2}}+P_{1}+V_{1}={\frac {u_{2}^{2}}{2}}+P_{2}+V_{2}+\eta +\int _{1}^{2}{\frac {\partial {\vec {u}}}{\partial t}}\cdot \mathrm {d} {\vec {x}}}
Das Integral der lokalen Beschleunigung {\displaystyle {\tfrac {\partial {\vec {u}}}{\partial t}}} entlang der Stromlinie zwischen den Punkten 1 und 2 wird zu einem festgehaltenen Zeitpunkt ausgewertet, siehe dazu das Beispiel unten.
Eine wesentliche Vereinfachung erfährt die Gleichung, wenn die Strömung verlust- und rotationsfrei ist oder – gleichbedeutend – eine Potentialströmung ist. Dann gibt es ein Geschwindigkeitspotential φ, dessen Gradient die Geschwindigkeit ist: {\displaystyle {\vec {u}}=\operatorname {grad} (\varphi )}. In einer solchen Strömung gilt die erweiterte Bernoulli-Gleichung
{\displaystyle {\frac {\partial \varphi }{\partial t}}+{\frac {1}{2}}\operatorname {grad} (\varphi )^{2}+P+V=C}
sogar global, also für beliebige Punkte im Strömungsfeld. Die zu einem Zeitpunkt im gesamten Strömungsfeld konstante Größe C könnte noch von der Zeit abhängen aber diese Zeitabhängigkeit kann dem Potential φ zugeschlagen werden, ohne dass sich dessen physikalische Bedeutung {\displaystyle {\vec {u}}=\operatorname {grad} (\varphi )} ändern würde.:147:120

### Bernoulli-Gleichung in rotierendem Bezugssystem
In technischen Anwendungen, insbesondere im Turbomaschinenbau, werden oft gleichmäßig mit einer Winkelgeschwindigkeit {\displaystyle {\vec {\omega }}} rotierende Bezugssysteme eingeführt. Hier zeigt sich, dass die Corioliskraft keine Komponente in Stromlinienrichtung hat und sich die auf ein Fluidelement mit Masse m wirkende Zentrifugalkraft als Gradient grad des Zentrifugalpotentials schreiben lässt:
{\displaystyle {\vec {F}}_{\text{zentrifugal}}=-m{\vec {\omega }}\times ({\vec {\omega }}\times {\vec {x}})=m\,\operatorname {grad} \left({\frac {1}{2}}|{\vec {\omega }}\times {\vec {x}}|^{2}\right)}
Der Vektor {\displaystyle {\vec {x}}} ist der Abstandsvektor von der Drehachse. Bei einem gleichmäßig rotierenden Bezugssystem kann dieses Potential in der Bernoulligleichung den Schwerkraftsanteil ersetzen:
{\displaystyle \int _{1}^{2}{\frac {\partial {\vec {u}}}{\partial t}}\cdot \mathrm {d} {\vec {x}}+{\frac {u^{2}}{2}}+P-{\frac {1}{2}}|{\vec {\omega }}\times {\vec {x}}|^{2}={\mathsf {konstant\;auf\;einer\;Stromlinie}}}
Bei inkompressibler Strömung und Rotation um eine lotrechte Achse in z-Richtung entsteht die spezielle Form
{\displaystyle \int _{1}^{2}{\frac {\partial {\vec {u}}}{\partial t}}\cdot \mathrm {d} {\vec {x}}+{\frac {u^{2}}{2}}+{\frac {p}{\rho }}+gz-{\frac {1}{2}}\omega ^{2}r^{2}={\mathsf {konstant\;auf\;einer\;Stromlinie}}}
Darin is r der Abstand von der Drehachse, ω der Betrag der Winkelgeschwindigkeit und g die Schwerebeschleunigung.:121 f

## Herleitung

Bis Mach 0,3 ist die Änderung der Luftdichte mit der Geschwindigkeit kleiner als 5 % und daher kann bei kleineren Geschwindigkeiten Inkompressibilität angenommen werden.

Die allgemeine Bernoulli-Gleichung kann heute für barotrope Fluide aus den Navier-Stokes-Gleichungen oder, wenn Kompressibilität und Viskosität vernachlässigt werden können, aus dem Arbeitssatz für die Fluidelemente entlang einer Stromlinie eines inkompressiblen Fluids hergeleitet werden. Genau so ist sie auch in der kinetischen Gastheorie aus der Boltzmannschen Transportgleichung ableitbar.
Da die Druck-Dichte-Relation bei Gasen temperaturabhängig ist, sie also nicht barotrop sind, und Flüssigkeiten oft in guter Näherung inkompressibel sind, wird zumeist Inkompressibilität vorausgesetzt. Diese ist bei Wasser und Ölen sowie in Luftströmungen weit unterhalb der Wellenausbreitungsgeschwindigkeit in guter Näherung gegeben, siehe Bild.

### Herleitung aus dem Energiesatz
Die Bernoulli-Gleichung kann aus der Energiebilanz abgeleitet werden, die in der Mechanik erfordert, dass in einer stationären Strömung zur Änderung der Energie eines Fluidelements mechanische Arbeit verrichtet werden muss. Die mechanische Arbeit ist die des Drucks und die mechanischen Energien sind die Lageenergie und die kinetische Energie. Es zeigt sich dann, dass die Summe aus der Arbeit des Drucks (etwas ungenau Druckenergie), der kinetischen und der Lageenergie entlang einer Stromlinie konstant ist.
| Herleitung über die Energiebilanz |
| |
| Die Energiebilanz besagt, dass zur Änderung der Energie der Fluidelemente Arbeit verrichtet werden muss: W = ΔEpot + ΔEkin Darin ist W die mechanische Arbeit, die aufgewendet werden muss, um die Energiedifferenzen ΔEpot/kin zwischen den Zuständen 2 (nachher) und 1 (vorher) zu erzeugen. Die mechanische Arbeit W ist die Arbeit des Drucks, die benötigt wird um eine Masse m = ρ V mit der Dichte ρ aus dem Volumen V mit Druck p1 in den Raum mit Druck p2 zu bringen. Die nötige Kraft F wird vom Druckunterschied an den Punkten 1 und 2 auf der Querschnittsfläche A1 ausgeübt: F = (p1 - p2) A1, siehe Bild. Denn der Druck p2 wirkt auch am rechten Ende des Fluidballens 1. Um die ganze Masse herauszudrücken muss diese Kraft entlang des Weges s1 mit V = A1 s1 arbeiten: W = F s1 = (p1 - p2) A1 s1 = (p1 - p2) V Die Differenz der Lageenergie nachher und vorher ist ΔEpot = ρ V g (h2 - h1) mit den Höhen h1,2. Die Differenz der kinetischen Energie nachher und vorher ist ΔEkin = ½ ρ V (u2² - u1²) mit den Geschwindigkeiten u1,2. Einsetzen dieser Zwischenergebnisse in die Energiebilanz liefert: (p1 - p2) V = ρ V g (h2 - h1) + ½ ρ V (u2² – u1²) Division durch das Volumen V und Umstellung führt auf die Bernoulli-Gleichung: p1 + ρ g h1 + ½ ρ u1² = p2 + ρ g h2 + ½ ρ u2² |

### Herleitung aus den Navier-Stokes-Gleichungen
Heute kann die Bernoulli-Gleichung bei einem barotropen, Newton’schen Fluid in einem konservativen Schwerefeld aus den Navier-Stokes-Gleichungen hergeleitet werden. Die getroffenen Voraussetzungen gestatten die Vorabintegration der in den Navier-Stokes-Gleichungen vorkommenden Gradienten entlang einer Stromlinie, was auf die Bernoulli-Gleichung führt.
| Herleitung aus den Navier-Stokes-Gleichungen |
| Betrachtet wird die Strömung eines barotropen, Newton’schen Fluids in einem konservativen Schwerefeld. Newton’sche Fluide gehorchen den Navier-Stokes-Gleichungen {\displaystyle {\frac {\partial {\vec {u}}}{\partial t}}+({\vec {u}}\cdot \nabla ){\vec {u}}=-{\frac {\nabla p}{\rho }}+{\vec {k}}+{\frac {1}{\rho }}[\mu \Delta {\vec {u}}+(\lambda +\mu )\nabla (\nabla \cdot {\vec {u}})]} Darin ist {\displaystyle {\vec {u}}} das Geschwindigkeitsfeld in der Strömung, der Vektor {\displaystyle {\vec {k}}} eine Volumenkraftdichte wie beispielsweise die Schwerebeschleunigung, t die Zeit, ∂ die partielle Ableitung, Δ der Laplace-Operator, „·“ das (formale) Skalarprodukt mit dem Nabla-Operator {\displaystyle \nabla }, das in {\displaystyle \nabla \cdot {\vec {u}}} die Divergenz eines Vektorfeldes und in {\displaystyle ({\vec {u}}\cdot \nabla ){\vec {u}}=\operatorname {grad} ({\vec {u}})\cdot {\vec {u}}} mit dem Geschwindigkeitsgradient {\displaystyle \operatorname {grad} {\vec {u}}} den konvektiven Anteil an der substantiellen Beschleunigung bildet. Die Materialparameter μ und λ sind die Scherviskosität und die erste Lamé-Konstante. Werden diese zu Null gesetzt, ergibt sich die Herleitung aus den Euler-Gleichungen der Strömungsmechanik. In einem barotropen Fluid ist die Dichte eine Funktion nur des Drucks. Dann gibt es die Druckfunktion P mit der Eigenschaft {\displaystyle P:=\int {\frac {\mathrm {d} p}{\rho (p)}}\quad \Leftrightarrow \quad \mathrm {d} P={\frac {\mathrm {d} p}{\rho }}\quad \Leftrightarrow \quad \nabla P={\frac {1}{\rho }}\nabla p\,.} In einem inkompressiblen Fluid ist die Dichte konstant und P = p / ρ. In einem konservativen Beschleunigungsfeld {\displaystyle {\vec {k}}} gibt es ein Potential V mit der Eigenschaft {\displaystyle {\vec {k}}=-\nabla V}. Ferner wird die Graßmann-Identität {\displaystyle ({\vec {u}}\cdot \nabla ){\vec {u}}={\tfrac {1}{2}}\nabla ({\vec {u}}\cdot {\vec {u}})-{\vec {u}}\times (\nabla \times {\vec {u}})} ausgenutzt, in der „×“ das (formale) Kreuzprodukt zweier Vektoren bildet. Einsetzen dieser Zusammenhänge in die Navier-Stokes-Gleichungen liefert nach Umstellung: {\displaystyle \nabla \left({\frac {1}{2}}{\vec {u}}\cdot {\vec {u}}+P+V\right)+{\frac {\partial {\vec {u}}}{\partial t}}={\frac {1}{\rho }}[\mu \Delta {\vec {u}}+(\lambda +\mu )\nabla (\nabla \cdot {\vec {u}})]+{\vec {u}}\times (\nabla \times {\vec {u}})} Bei Integration dieser Gleichung zu einer festgehaltenen Zeit t entlang einer Stromlinie {\displaystyle \gamma \colon s\in [s_{1},s_{2}]\mapsto {\vec {x}}(s)}, auf der definitionsgemäß {\displaystyle {\vec {u}}\parallel {\tfrac {\mathrm {d} {\vec {x}}(s)}{\mathrm {d} s}}} gilt, verschwindet der Beitrag des letzten Summanden auf der rechten Seite und das Integral liefert: {\displaystyle {\begin{aligned}\int _{\gamma }\nabla \left({\frac {1}{2}}{\vec {u}}\cdot {\vec {u}}+P+V\right)\cdot \mathrm {d} {\vec {x}}+\int _{\gamma }{\frac {\partial {\vec {u}}}{\partial t}}\cdot \mathrm {d} {\vec {x}}\qquad \qquad \qquad \\=\int _{\gamma }{\frac {1}{\rho }}[\mu \Delta {\vec {u}}+(\lambda +\mu )\nabla (\nabla \cdot {\vec {u}})]\cdot \mathrm {d} {\vec {x}}=:-\eta \end{aligned}}} Der Verlustterm η ist für reale Strömungen zwar nur schwer exakt bestimmbar, lässt sich aber abschätzen. Für eine nur ortsabhängige Funktion {\displaystyle f({\vec {x}})} gilt in einem kartesischen Koordinatensystem mit x-, y- und z-Koordinaten: {\displaystyle {\begin{aligned}\int _{\gamma }(\nabla f)\cdot \mathrm {d} {\vec {x}}=&\int _{\gamma }\left({\frac {\partial f}{\partial x}}\mathrm {d} x+{\frac {\partial f}{\partial y}}\mathrm {d} y+{\frac {\partial f}{\partial z}}\mathrm {d} z\right)\\=&\int _{\gamma }\mathrm {d} f=f({\vec {x}}(s_{2}))-f({\vec {x}}(s_{1}))=:f_{2}-f_{1}\end{aligned}}} Die Indizes 1 und 2 markieren die Werte an den Stellen {\displaystyle {\vec {x}}(s_{1,2})} zu Beginn und am Ende des betrachteten Stromlinienabschnitts. Die Integration des ersten Integrals auf der linken Seite kann daher zu einer festen Zeit ausgeführt werden, da die Zeitabhängigkeit der Integranden nicht zum Tragen kommt: {\displaystyle {\frac {u_{2}^{2}}{2}}+P_{2}+V_{2}-{\frac {u_{1}^{2}}{2}}-P_{1}-V_{1}+\int _{\gamma }{\frac {\partial {\vec {u}}}{\partial t}}\cdot \mathrm {d} {\vec {x}}=-\eta } Nach Umstellung entsteht die im Text angegebene erweiterte Bernoulli-Gleichung: {\displaystyle {\frac {u_{1}^{2}}{2}}+P_{1}+V_{1}={\frac {u_{2}^{2}}{2}}+P_{2}+V_{2}+\eta +\int _{\gamma }{\frac {\partial {\vec {u}}}{\partial t}}\cdot \mathrm {d} {\vec {x}}} In einer stationären Strömung entfällt das verbliebene Integral auf der rechten Seite, in viskositätsfreien Strömungen verschwindet der Verlustterm η, im Schwerefeld der Erde ist V = g z und bei Inkompressibilität ist P = p / ρ. |

## Beispiel

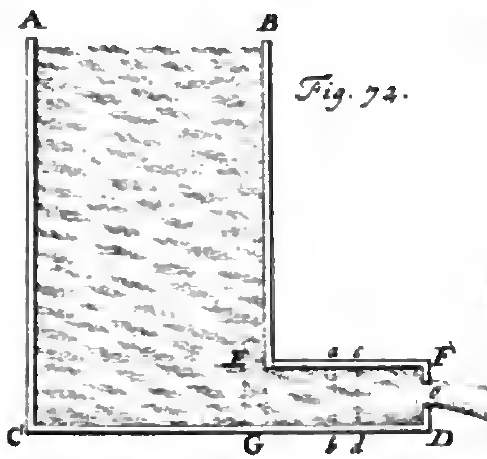
Bernoullis Fig. 72 mit einem ausfließenden Behälter

Ein Behälter wie im Bild befinde sich im homogenen Schwerefeld der Erde mit Schwerebeschleunigung g sowie Umgebungsdruck p0 und sei mit einer idealen, inkompressiblen Flüssigkeit mit Dichte ρ gefüllt. Die Höhendifferenz zwischen der Oberfläche AB und dem Ausfluss o zwischen F und D sei h und der Durchmesser FD sei gegenüber der Oberfläche AB und der Höhe h vernachlässigbar klein. Zur Zeit t0 = 0 werde der Ausfluss geöffnet, so dass der Behälter in einer instationären Strömung ausläuft, wobei der Füllstand des Behälters durch einen Zufluss konstant gehalten werde. Anders als im Bild erstrecke sich der Ausfluss auf den ganzen Querschnitt FD = EG. Gesucht ist die Ausströmungsgeschwindigkeit im Abflussrohr als Funktion der Zeit.:144 f
Zu einem Zeitpunkt t > t0 verbindet ein Stromfaden die Oberfläche AB (Punkt 1 mit {\displaystyle u_{1}=0,\,p_{1}=p_{0},\,z_{1}=h}) und den Ausfluss o (Punkt 2 mit {\displaystyle u_{2},\,p_{2}=p_{0},\,z_{2}=0}). Die erweiterte Bernoulli-Gleichung für instationäre Strömungen lautet damit:
{\displaystyle {\begin{aligned}e=&{\frac {u_{1}^{2}}{2}}+\!\!\!\!\!\!\!\!\!\!&{\frac {p_{1}}{\rho }}+&gz_{1}\!\!\!\!\!\!\!\!\!\!&=&\;{\frac {u_{2}^{2}}{2}}+{\frac {p_{2}}{\rho }}+gz_{2}&\!\!\!\!\!\!\!\!\!\!+\int _{AB}^{FD}{\frac {\mathrm {d} u_{2}}{\mathrm {d} t}}\mathrm {d} s\\\rightarrow \quad &\!\!\!\!\!\!\!\!\!\!&{\frac {p_{0}}{\rho }}+&gh\!\!\!\!\!\!\!\!\!\!&=&\;{\frac {u_{2}^{2}}{2}}+{\frac {p_{0}}{\rho }}&\!\!\!\!\!\!\!\!\!\!+\int _{AB}^{FD}{\frac {\mathrm {d} u_{2}}{\mathrm {d} t}}\mathrm {d} s\end{aligned}}}
Die Geschwindigkeit und Beschleunigung im Behälter ACGB kann wegen des kleinen Durchmessers FD gegenüber AB vernachlässigt werden und die Geschwindigkeit auf den Querschnitten im Abflussrohr zwischen EG und FD (über die Distanz L) ist überall gleich {\displaystyle u\;(u_{2}=u)} und ebenso ist ihre Änderung {\displaystyle {\tfrac {\partial u}{\partial t}}} im Abflussrohr konstant. Das führt zu
{\displaystyle {\begin{aligned}{\frac {p_{0}}{\rho }}+gh=&{\frac {u^{2}}{2}}+{\frac {p_{0}}{\rho }}+\int _{EG}^{FD}{\frac {\mathrm {d} u}{\mathrm {d} t}}\mathrm {d} s={\frac {u^{2}}{2}}+{\frac {p_{0}}{\rho }}+L{\frac {\mathrm {d} u}{\mathrm {d} t}}\\\rightarrow {\frac {\mathrm {d} u}{\mathrm {d} t}}=&{\frac {gh}{L}}\left(1-{\frac {u^{2}}{2gh}}\right)\end{aligned}}}
Diese nichtlineare gewöhnliche Differentialgleichung erster Ordnung kann durch Trennung der Variablen gelöst werden:
{\displaystyle {\begin{aligned}{\frac {\mathrm {d} u}{1-{\frac {u^{2}}{2gh}}}}&={\frac {gh}{L}}\mathrm {d} t\\\rightarrow \int _{0}^{u}{\frac {\mathrm {d} v}{1-{\frac {v^{2}}{2gh}}}}&={\frac {gh}{L}}\int _{0}^{t}\mathrm {d} \tau \\\rightarrow {\sqrt {2gh}}\operatorname {artanh} \left({\frac {u}{\sqrt {2gh}}}\right)&={\frac {gh}{L}}t\\\rightarrow u(t)&={\sqrt {2gh}}\tanh \left({\frac {\sqrt {2gh}}{2L}}t\right)\end{aligned}}}
Darin ist artanh der Areatangens hyperbolicus und tanh seine Umkehrfunktion Tangens hyperbolicus. Die Geschwindigkeit hat zur Zeit t = 0 den Wert null und erreicht für t → ∞ asymptotisch den Grenzwert {\displaystyle u_{\infty }={\sqrt {2gh}}}, was das Torricelli’sche Ausflussgesetz darstellt.
Dieses Gesetz ergibt sich aus der Bernoulli-Gleichung schneller mit der Annahme einer stationären Strömung von einem Punkt 1 an der Oberfläche AB (mit {\displaystyle u_{1}=0,\,p_{1}=p_{0},\,z_{1}=h}) zum Punkt 2 im Ausflusspunkt o, wo auch der Umgebungsdruck herrscht ({\displaystyle u_{2},\,p_{2}=p_{0},\,z_{2}=0}):
{\displaystyle {\begin{aligned}&{\frac {u_{1}^{2}}{2}}+\!\!\!\!\!\!\!\!\!\!&{\frac {p_{1}}{\rho }}+&gz_{1}\!\!\!\!\!\!\!\!\!\!&=&\;{\frac {u_{2}^{2}}{2}}+{\frac {p_{2}}{\rho }}+gz_{2}\\\rightarrow \quad &\!\!\!\!\!\!\!\!\!\!&{\frac {p_{0}}{\rho }}+&gh\!\!\!\!\!\!\!\!\!\!&=&\;{\frac {u_{2}^{2}}{2}}+{\frac {p_{0}}{\rho }}&\rightarrow \quad u_{2}={\sqrt {2gh}}\end{aligned}}}
Diese Geschwindigkeit würde sich auch einstellen, wenn das Fluidelement von der Oberfläche AB auf das Niveau des Punktes o frei fallen würde. Ferner stellt man auf einer Stromlinie von einem Punkt 1 an der Oberfläche AB (mit {\displaystyle u_{1}=0,\;p_{1}=p_{0},z_{1}=h}) zu einem Punkt 2 zwischen EG und FD (mit {\displaystyle u_{2}={\sqrt {2gh}},\,p_{2},\,z_{2}=0})
{\displaystyle {\begin{aligned}&{\frac {u_{1}^{2}}{2}}+\!\!\!\!\!\!\!\!\!\!&{\frac {p_{1}}{\rho }}+&gz_{1}\!\!\!\!\!\!\!\!\!\!&=&\;{\frac {u_{2}^{2}}{2}}+&\!\!\!\!\!\!\!\!\!\!{\frac {p_{2}}{\rho }}+&gz_{2}\\\rightarrow \quad &\!\!\!\!\!\!\!\!\!\!&{\frac {p_{0}}{\rho }}+&gh\!\!\!\!\!\!\!\!\!\!&=&\;gh\,\;+&\!\!\!\!\!\!\!\!\!\!\!\!\!{\frac {p_{2}}{\rho }}&&\rightarrow \quad p_{0}=p_{2}\end{aligned}}}
fest. Im Ausflussrohr herrscht im Fluid der Umgebungsdruck; die Wände des Ausflussrohres sind somit kräftefrei (Außen- und Innendruck heben sich auf.)